# 农业工人的集会结社权公约
农业工人的集会结社权公约（英語：Right of Association (Agriculture) Convention）是1921年10月25日第三届国际劳工大会通过的一项公约，又称1921年结社权（农业）公约，是国际劳工组织第11号公约(C011)。公约于1923年5月11日生效。

## 内容
公约第一条规定从事农业工作的工人应保证取得与工业工人同等的的集會自由與結社自由，限制此权的法令或规定应被废除。

## 批准情形
截至目前，已有123个国家批准该公约。中华民国于1934年4月27日批准该公约。中华人民共和国则于1984年6月11日承认该公约，公约同日对中国生效。